# King'ori
King'ori è una circoscrizione mista (mixed ward) della Tanzania situata nel distretto di Meru, regione di Arusha. Conta una popolazione di 13 034 abitanti (censimento 2022).